# محمد بوركادي
محمد بوركادي  (1985 المغرب) هو لاعب كرة قدم مغربي.